# Lech Rydzewski
Lech Teodor Walerian Rydzewski vel Marek Klimczak ps.: Grom, Burza (ur. 12 sierpnia 1909 we Lwowie, zm. 9 sierpnia 1988 w Drzewicy) – porucznik piechoty Polskich Sił Zbrojnych i Armii Krajowej, cichociemny, nauczyciel.

## Życiorys
Po ukończeniu Gimnazjum im. Króla Stefana Batorego we Lwowie w 1928 roku kontynuował naukę na Wydziale Mechanicznym Politechniki Lwowskiej. Należał do Towarzystwa Gimnastycznego „Sokół”. Po trzech latach przerwał studia. Pracował w Instytucie Gazowym „Gazolina” jako laborant, a od 15 września 1938 roku do wybuchu wojny w Warsztatach Przetwórczych Wspólnoty Interesów w Chorzowie jako referent BHP.
We wrześniu 1939 roku nie został zmobilizowany. 3 września wyjechał do Tarnopola, aby przygotowywać warszaty do produkcji zbrojeniowej. 19 września przekroczył granicę polsko-rumuńską. Był internowany w Rumunii. W listopadzie dotarł do Francji, gdzie został skierowany do Camp de Coëtquidan, w którym do 15 kwietnia 1940 roku uczył się w Szkole Podchorążych Piechoty. Po ukończeniu nauki dostał przydział do 3 kompanii 7 pułku piechoty 3 Dywizji Piechoty jako instruktor. Brał udział w walkach nad Loarą. W czerwcu 1940 roku został ewakuowany do Wielkiej Brytanii, gdzie został przydzielony do 7 kompanii 3 Batalionu 1 Brygady Strzelców.
Zgłosił się do służby w kraju. Po przeszkoleniu w dywersji i łączności został zaprzysiężony 24 sierpnia 1942 roku w Oddziale VI Sztabu Naczelnego Wodza. Zrzutu dokonano w nocy z 20 na 21 lutego 1943 roku w ramach operacji „Rivet” dowodzonej przez por. naw. Radomira Walczaka (zrzut na placówkę odbiorczą „Łąka” 11 km na południowy wschód od Koniecpola). Po krótkiej aklimatyzacji w Warszawie dostał przydział do Kedywu Obszaru Białystok AK, do dyspozycji komendanta. Od lipca 1943 roku służył w Ośrodku Stołpce Obwodu Baranowicze AK Okręgu Nowogródek AK, od sierpnia na stanowisku p.o. komendanta Polskiego Oddziału Partyzanckiego (Batalionu „Stołpce”). Od 15 sierpnia był dowódcą 2 kompanii dywersyjnej Zgrupowania Stołpeckiego w sile ok. 85 ludzi. Prowadził szkolenia związane z planem wysadzenia dwóch dużych mostów w rejonie. Brał udział w starciach z nieprzyjacielem.
1 grudnia 1943 roku został uprowadzony przez partyzantkę radziecką i wywieziony do więzienia na Łubiance w Moskwie. Po 10 miesiącach przesłuchań wywieziono go do łagru w Riazaniu, następnie do Wołogdy. Wrócił do Polski 4 listopada 1947 roku.
Od 1948 roku pracował Zakładach Wyrobów Kutych w Sosnowcu na stanowisku kierownika Działu Pracy i Płacy, a od 1952 roku – Fabryce Kos w Wapiennicy na stanowisku głównego technologa. Od 1 marca 1962 roku do przejścia na rentę w 1969 roku pracował w Fabryce „Gerlach” w Drzewicy.
25 lutego 1957 roku ukończył studia na Politechnice Śląskiej, uzyskując tytuł inżyniera mechanika w zakresie kuźnictwa. W grudniu 1966 roku ukończył studia pedagogiczna dla nauczycieli szkół zawodowych. Od 1 września 1967 roku pracował jako nauczyciel przedmiotów zawodowych w Zespole Szkół Zawodowych przy Fabryce „Gerlach” w Drzewicy.
Należał do PZPR i ZBoWiD. Był przewodniczącym Zarządu Miejskiego PRON i działaczem Oddziału Radomskiego SIMP i STRP.
Po przejściu na rentę w 1969 roku jeszcze przez wiele lat (w latach 1972–1980) był przewodniczącym koła SIMP przy FWM „Gerlach” w Drzewicy.
Pisał wiersze, wydał m.in. Paszport z jedwabiu, Drzewica 1970.

## Awanse
- kapral podchorąży – kwiecień 1940 roku
- podporucznik – 20 lutego 1943 roku
- porucznik –

## Odznaczenia
- Krzyż Srebrny Orderu Virtuti Militari – 26 czerwca 1944 roku za szczególne męstwo w akcjach bojowych
- Krzyż Kawalerski Orderu Odrodzenia Polski – 12 czerwca 1985 roku, uchwałą Rady Państwa.

## Życie rodzinne
Był synem Bolesława, inżyniera, i Wacławy Wójcickiej. Był dwukrotnie żonaty. Pierwszą jego żoną była Maria z domu Kulczycka, a drugą – Helena z domu Boruch (1918–1992). Miał syna Lecha (ur. 1952)